# MCC Grounds
The Marylebone Cricket Club (MCC) Grounds – stadion piłkarski w belizeńskim mieście Belize City, stolicy dystryktu Belize. Obiekt może pomieścić 2 000 widzów, a swoje mecze rozgrywa na nim drużyna Belize Defence Force FC.
W latach 60. XX wieku do Belize (wówczas brytyjskiej kolonii o nazwie Honduras Brytyjski) po raz pierwszy przybył słynny klub krykietowy Marylebone Cricket Club (MCC). Wzniesiono wówczas boisko do krykieta, nazwane właśnie MCC Grounds. W późniejszym czasie zostało dostosowane do rozgrywania meczów piłki nożnej.
Oprócz meczów półprofesjonalnej ligi belizeńskiej, na obiekcie często organizowane są również turnieje piłkarskie dla uczniów szkół podstawowych i średnich.
W przeszłości był domowym obiektem m.in. klubów Kulture Yabra FC, Acros Brown Bombers, FC Belize, R.G. City Boys United i Third World FC.